# Pável Belov
Pável Alekséyevich Belov (en ruso: Павел Алексеевич Белов; Shuya, Imperio ruso; 6 de febrerojul./ 18 de febrero de 1897greg. - Moscú, Unión Soviética, 3 de diciembre de 1963) fue un oficial militar (coronel general) del Ejército Rojo y Héroe de la Unión Soviética. Los alemanes lo apodaron el «Zorro», personalmente dirigió la incursión exitosa más larga de la guerra, que duró cinco meses detrás de las líneas alemanas.
Al comienzo de la guerra, comandó el 2.do Cuerpo de Caballería. Durante la batalla de Moscú pasó a llamarse 1.er Cuerpo de Caballería de la Guardia, que desempeñó un papel fundamental en la detención de los panzers de Guderian en Kashira cerca de Tula en 1941, lo que llevó a la famosa incursión de cinco meses detrás del Grupo de Ejércitos Centro en 1942. Después del final de la incursión, asumió el mando del 61.º Ejército, que dirigió durante el resto de la guerra.
Al mando de 61.º Ejército, participó en la operación Kutúzov (julio-agosto de 1943), en la batalla del Dniéper (agosto-diciembre de 1943) Luego participó en la operación Bagration y la ofensiva de Riga, seguida de la ofensiva de Pomerania Oriental (febrero-abril de 1945) y finalmente, en la batalla de Berlín. Se ha ganado el estatus de leyenda y es considerado como uno de los más grandes generales de caballería soviética de la Segunda Guerra Mundial junto con Lev Dovator, Issá Plíyev y Viktor Baránov.

## Biografía

### Infancia y juventud
Pável Belov nació el 18 de febrero de 1897, en Shuya en la Gobernación de Vladímir (actual óblast de Ivánovo) en lo que en esa época era el Imperio Ruso en la familia de un empleado de una fábrica. Después de terminar la educación elemental en la escuela local, trabajó como cronometrador y operador de telégrafos en la estación de tren de la ciudad de Ivánovo-Voznesiensk.
En mayo de 1916 fue reclutado por el Ejército Imperial Ruso, donde sirvió como soldado raso en el 4.º Regimiento de Caballería de Reserva. Después de graduarse del destacamento de entrenamiento del regimiento en febrero de 1917, fue enviado a servir como suboficial júnior con el 7.° Escuadrón de Marcha del 17.° Regimiento de Húsares. Debido a su educación superior a la media, Belov fue seleccionado para un curso preparatorio en la 2.ª Escuela de Práporshchik de Kiev en septiembre. Fue licenciado del Ejército Imperial Ruso a finales de noviembre después de la Revolución de Octubre, Belov no regresó al ejército.
Reclutado en el Ejército Rojo en julio de 1918 durante la guerra civil rusa, fue nombrado instructor del Vsevobuch (entrenamiento militar general; Un sistema de entrenamiento militar obligatorio de los ciudadanos, que existía en la RSFS de Rusia y en la Unión Soviética) en el Distrito Militar de Yaroslavl, donde proporcionó entrenamiento militar a los trabajadores ferroviarios. Estuvo al mando de un pelotón del Batallón de Caballería Independiente en Tambov desde julio de 1919, y en febrero de 1920 fue trasladado al mando de un pelotón del 1.er Regimiento de Caballería de Reserva del Frente Sur. Belov se convirtió en secretario de la oficina del partido y ayudante de regimiento en mayo, y en octubre fue trasladado al Frente Caucásico, donde se desempeñó como comandante de escuadrón del 1.er y 2.º Regimientos de Caballería de Reserva.

### Período de entreguerras
Después del final de la guerra, fue nombrado subcomandante del 1.er Regimiento de Caballería de Reserva de la 2.ª División de Fusileros de Don en junio de 1921. En septiembre de ese año, fue transferido a la 14.ª División de Caballería para servir como subcomandante de su 82.ª Regimiento de Caballería, y más tarde fue nombrado comandante del 81.º Regimiento de Caballería.
Después de graduarse del Curso de Mejora de Caballería para Comandantes Superiores del Distrito Militar del Cáucaso Norte en agosto de 1927, fue nombrado comandante del 60.° Escuadrón de Reserva Independiente de la 10.° División de Caballería (renombrado como la 14.º), ahora estacionado en el Distrito Militar de Moscú. Después de servir como subjefe del cuarto departamento del estado mayor del distrito, en junio de 1931 se convirtió en oficial para asignaciones especiales bajo el mando de Semión Budionni, quien entonces era miembro del Consejo Militar Revolucionario. En septiembre de 1932 fue nombrado inspector adjunto de caballería en la Inspección de Caballería, antes de graduarse de la Academia Militar Frunze en 1933.
En enero de 1934, fue enviado a la 7.ª División de Caballería de Samara, estacionada en el Distrito Militar de Bielorrusia, sirviendo como asistente del comandante y luego sucediéndole al mando de la división. Recibió el rango de kombrig (comandante de brigada) cuando el Ejército Rojo introdujo rangos militares personales en noviembre de 1935, se convirtió en jefe de Estado Mayor del 5.º Cuerpo de Caballería en julio de 1937 y participó en la invasión soviética de Polonia en septiembre de 1939.
El 4 de noviembre de 1939, fue ascendido a komdiv (comandante de división), se convirtió en mayor general en junio de 1940 cuando el Ejército Rojo introdujo los rangos de oficiales generales, y en octubre de ese mismo año, fue nombrado comandante de la 96.º División de Fusileros de Montaña del Distrito Militar Especial de Kiev.

### Segunda Guerra Mundial
En marzo de 1941, fue nombrado comandante del 2.º Cuerpo de Caballería, el cuerpo estaba estacionado en el área de Lvov y Bucovina del Norte, tras la invasión alemana de la Unión Soviética, participó continuamente en batallas en el Frente Sur, completando una serie de misiones de combate para proporcionar cobertura operativa al frente del 9.º y 18.º ejércitos del Frente Sur y manteniendo la línea en el Dniéster. Luchó en una serie de batallas defensiva, desde Tiráspol hasta Kiev, causando un daño significativo al enemigo.
Durante la batalla de Kiev, que terminó con una aplastante derrota de las tropas soviéticas en Ucrania, libró exitosas batallas defensivas en la dirección a las localidades de Romny y Shtepovka, e incluso fue capaz de montar un fuerte contraataque en esta área, lo que permitió salvar parte de las tropas rodeadas, en la enorme bolsa de Kiev. Por su habilidad y heroísmo durante las duras batallas del verano y otoño de 1941 fue condecorado con la Orden de Lenin.

#### Batalla de Moscú

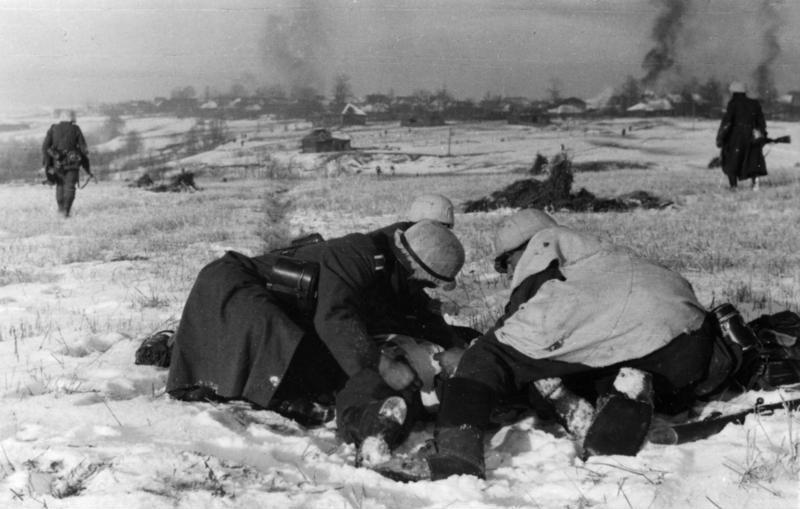
Soldados alemanes retirándose de los alrededores de Moscú

En septiembre de 1941, el 2.º Cuerpo de Caballería de Belov había sido transferido al Frente Oeste para defender los accesos de Moscú. A finales de octubre, después de luchar en los flancos del asalto alemán en Orel y Tula, el 2.º Cuerpo de Caballería se retiró de primera línea y fue enviado a la Reserva de la Stavka para ser reconstruido y aprovisionado. El 26 de noviembre, pasó a llamarse 1.er Cuerpo de Caballería de la Guardia. Las divisiones del cuerpo también recibieron designaciones de «Guardias». El nuevo título honorífico no vino con nuevo equipamiento. En vísperas de la contraofensiva de Moscú, hizo un llamamiento personal, con el apoyo del mariscal Gueorgui Zhúkov, directamente a Stalin para el rearme de su cuerpo. Los hombres de Belov estaban armados principalmente con rifles, lo que daba a la infantería alemana una clara ventaja. Después de reunirse con el propio Stalin, este le prometió 1500 armas automáticas y dos baterías nuevas de cañones de 76 mm para reemplazar sus armas gastadas.
Desempeñó un papel clave en detener la Operación Tifón, el nombre en clave alemán para el asalto a Moscú. Particularmente para detener a los panzers de Heinz Guderian en las afueras de Kashira en el flanco sur de Moscú. El avance de las tropas blindadas de Guderian había culminado formando un saliente noreste de Tula, amenazando las ciudades de Kashira y Riazán. El 2.º Ejército Panzer estaba preparado para entrar en Moscú desde el sur y el suroeste. Guderian había intentado apoderarse de Tula por la retaguardia y fue rechazado después de duros combates.
A finales de noviembre, Zhukóv, a la sazón comandante de la defensa de Moscú, ordenó al mayor general Pável Belov que restaurada la situación a cualquier precio, de las escasas reservas disponibles, Zhukóv asignó a Belovː parte de una brigada de tanques (la 112.º), dos batallones de tanques independientes, algunos cañones antiaéreos pertenecientes a la defensa aérea de Moscú, un regimiento de ingenieros, un batallón del nuevo lanzacohetes múltiples Katiusha, y los instructores y estudiantes de varias escuelas militares de los alrededores de Moscú. El 26 de noviembre esta heterogénea fuerza, fue renombrada como 1.er Cuerpo de Caballería de la Guardia.

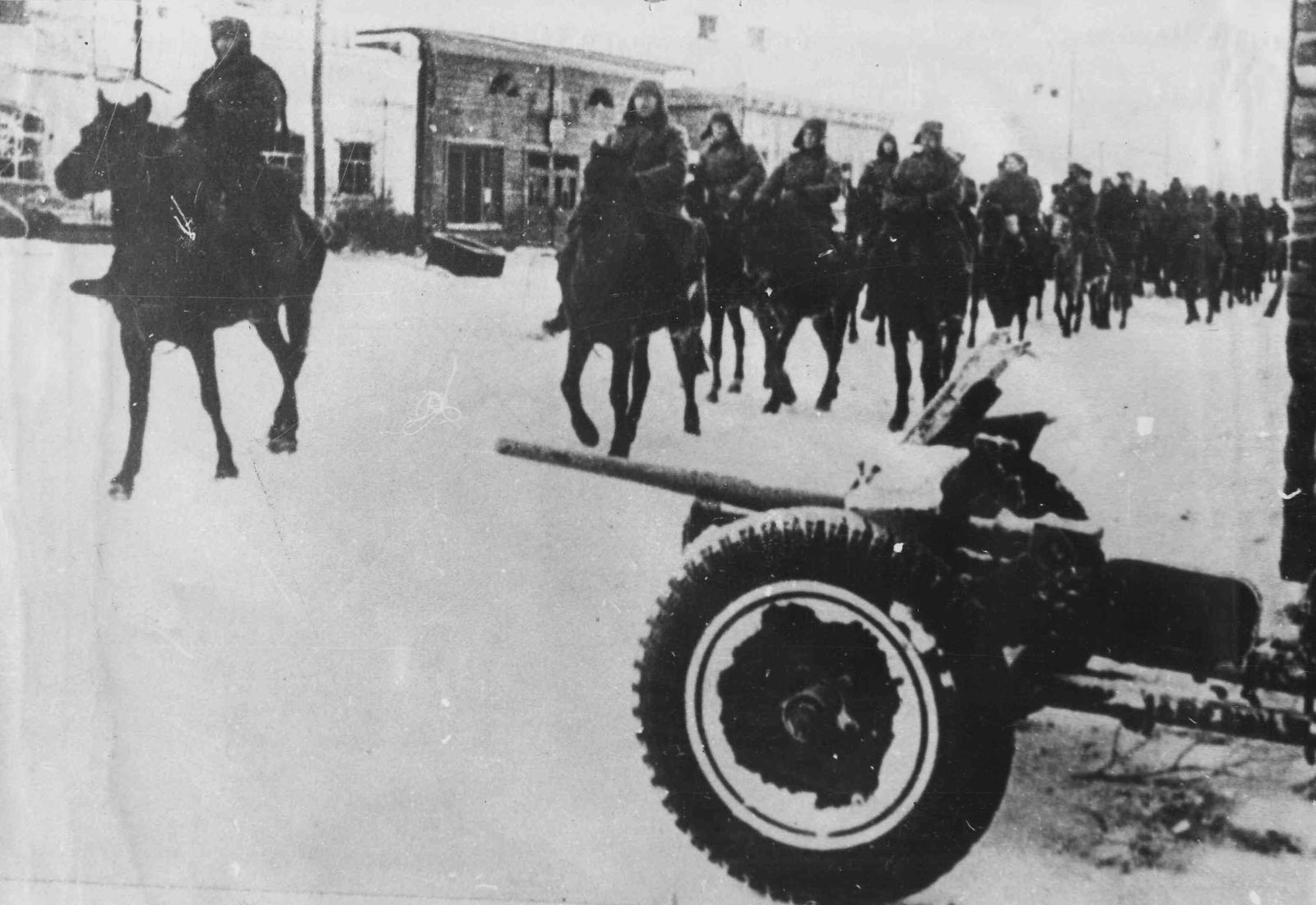
Jinetes del Cuerpo de Caballería de la Guardia entrando en Odoyev a 75 kilómetros de Tula.

El cuerpo junto con el 50.º Ejército del comandante Iván Boldin y el 10.º Ejército del general Filip Gólikov, debían resistir a toda costa mientras las tropas móviles de la caballería junto con los tanques iniciaban la ofensiva contra las vanguardias de Guderian. El 5 de diciembre, el asalto blindado de Guderian se había detenido contra las tenaces defensas del 1.er Cuerpo de Caballería de la Guardia de Belov en las afueras de la importante ciudad de Kashira. El primer golpe de la contraofensiva del Frente Oeste en las afueras de Moscú cayó sobre el 2.º Ejército Panzer de Guderian. Los alemanes en este sector tenían una gran ventaja en hombres, equipo y tanques, en promedio había una disparidad en tanques de tres a uno a favor de los alemanes. El cuerpo no solo fue capaz de mantener su posición después de repetidos contraataques alemanes, sino que algunas unidades también lograron ser las primeras en contraatacar en la noche del 27 al 28 de noviembre, liderando así a las fuerzas soviéticas como vanguardia.
En la víspera del 5 de diciembre, fue nombrado comandante del «Grupo Mecanizado de Caballería del mayor general Belov», que incluía, además de su cuerpo, dos divisiones de fusileros (173.ª y 415.ª), la 9.ª Brigada de Tanques, dos batallones de tanques independientes, 15.º Regimiento de Morteros de la Guardia llamados popularmente «Katyusha» (ya durante la contraofensiva, el grupo fue reforzado con tres divisiones de caballería más: 41.º, 57.º, 75.º). Con este Grupo Mecanizado lideró el contraataque en las cercanías de Gritchino. En el flanco occidental del Cuerpo estaba el 50.º Ejército que defendió con éxito Tula, posteriormente atacó junto con el 10.º Ejército que cubría el flanco oriental de Belov. Las fuerzas soviéticas se enfrentaron contra la 17.ª División Panzer alemana, la 17.ª División Motorizada y la 18.ª División Panzer. Luego, los guardias liberaron la importante ciudad de Stalinagorsk después de acudir en ayuda de la 330.º División de Fusileros del 10.° Ejército, que intentaba sin éxito tomar la ciudad. La caballería utilizó maniobras de flanqueo y las partes I y II de la ciudad fueron liberadas tras cuatro días de intensos combates.

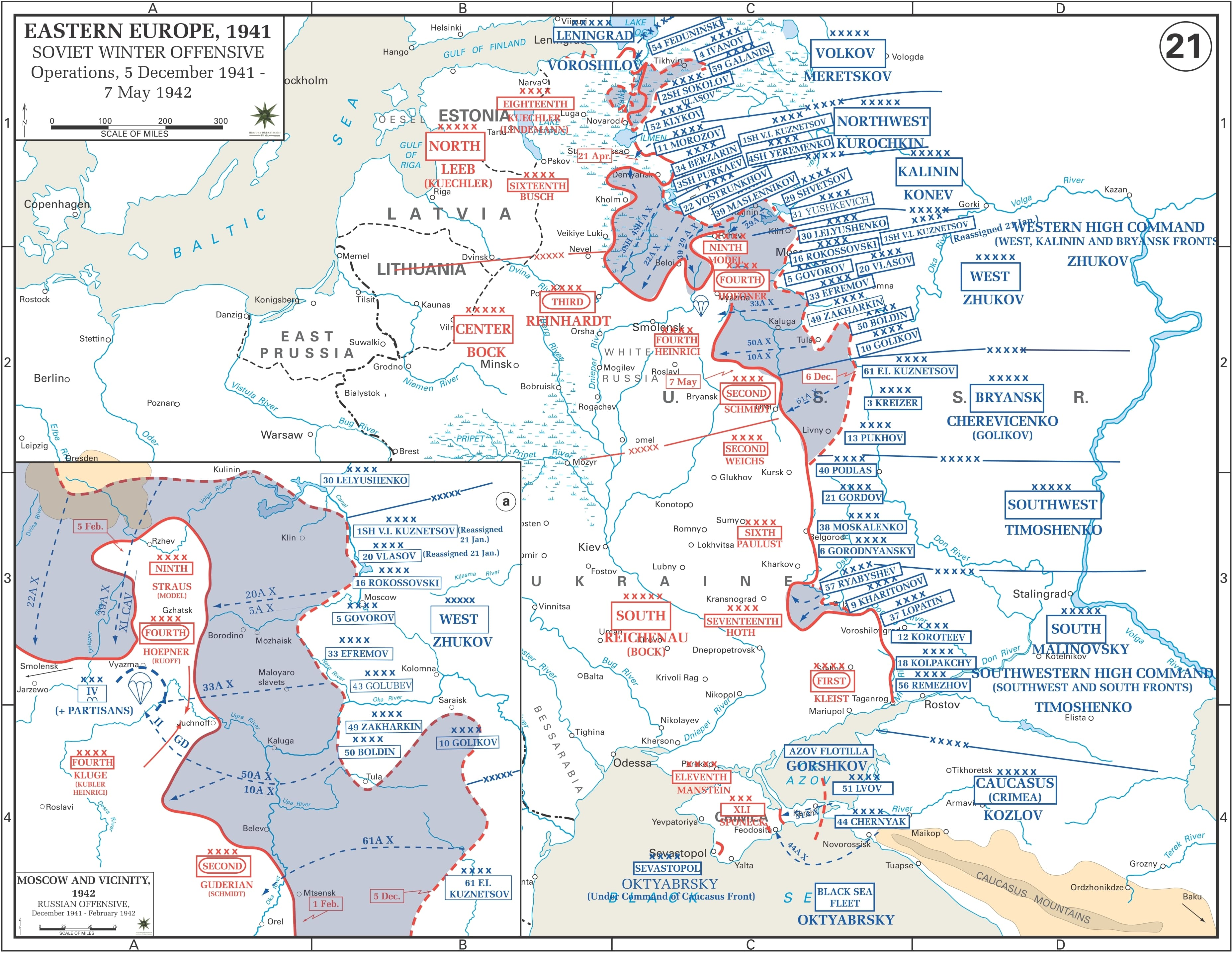
Mapa de la contraofensiva soviética de invierno de 1941

Mientras el Cuerpo avanzaba más en dirección al suroeste, la 17.ª División Panzer, la 167.ª División y partes de la 29.ª División Motorizada de Alemania volaron una presa, con la esperanza de detener o al menos frenar a Belov, sin embargo debido al intenso frío, el agua se congeló rápidamente y las fuerzas de Belov continuaron persiguiéndolo. Finalmente, el éxito de los Ejércitos 10.º y 50.º y del 1.er Cuerpo de Caballería de la Guardia obligó a los alemanes a retirarse de los alrededores de Moscú hasta 250 kilómetros, este fracaso y la mala relación con Günther von Kluge, el nuevo comandante del Heeresgruppe Mitte llevó a Hitler a destituir a Heinz Guderian el 25 de diciembre de 1941.

#### Batalla de Rzhev
El invierno de 1941-1942 fue extremadamente severo. Las temperaturas medias cerca de Moscú durante enero de 1942 fueron -35 °C con la temperatura más baja registrada el 26 de enero de 1941 -52 °C. A principios de enero de 1942, durante la Contraofensiva soviética del invierno de 1941-1942, Stalin comenzó a lanzar al combate a unidades de los IV y V Cuerpos aerotransportados. Estas fuerzas debían apoyar a las tropas soviéticas que ya habían penetrado en las zonas de retaguardia alemanas. Las tropas aerotransportadas junto con unidades de caballería y otras formaciones de apoyo, debían hostigar las líneas logísticas alemanas y, si era necesario, debían ayudar a las tropas cercadas a regresar a las líneas propias.

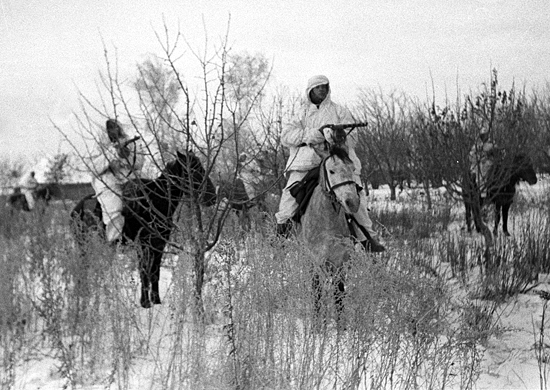
Caballería soviética durante la contraofensiva soviética de invierno de 1941

El día 18 de enero, el 250.º Regimiento aerotransportado saltó en los alrededores del río Ugrá al oeste de Kaluga y avanzó hacia el suroeste y, el 30 de enero, ayudó al 1.er Cuerpo de Caballería de la Guardia de Belov a cruzar la carretera a Yújnov, inmediatamente después de que la caballería hubiera cruzado la carretera, los alemanes cerraron la brecha aislando a Belov de sus tanques de apoyo, su infantería y parte de su artillería. En los seis meses siguientes, las tropas de Belov trataron de cortar la vital carretera de Smolensk a Moscú, aunque sus esfuerzos fracasaron, debido principalmente a la falta de equipo pesado para enfrentarse a los restos de las 5.ª y 11.ª divisiones panzers mucho mejor equipadas, las cuales protegían la localidad de Viazma y las carreteras circundantes.
El 1.er Cuerpo de Caballería de la Guardia de Belov junto con el 33.º Ejército a las órdenes del teniente general Mijaíl Efremov controlaban una estrecha bolsa desde el sur de Smolensk-Viazma en un área de 2500 km². En la bolsa Belov reunió a unos 2000 hombres de caballería, partisanos, paracaidistas y fusileros, apoyados por un batallón de ocho tanques, incluido un KV-1 pesado y un T-34 mediano. A finales de junio, después de más de cinco meses de duros combates en la retaguardia alemana, los jinetes del 1.er Cuerpo de Caballería de la Guardia, las tropas aerotransportadas y parte del 33.º Ejército finalmente rompieron el cerco cerca de Kírov y alcanzaron las líneas soviéticas, tras varias semanas de intensas luchas, pero Efremov y parte de sus soldados fueron bloqueados varias veces. Gravemente herido y a punto de ser capturado Efremov se suicidó.

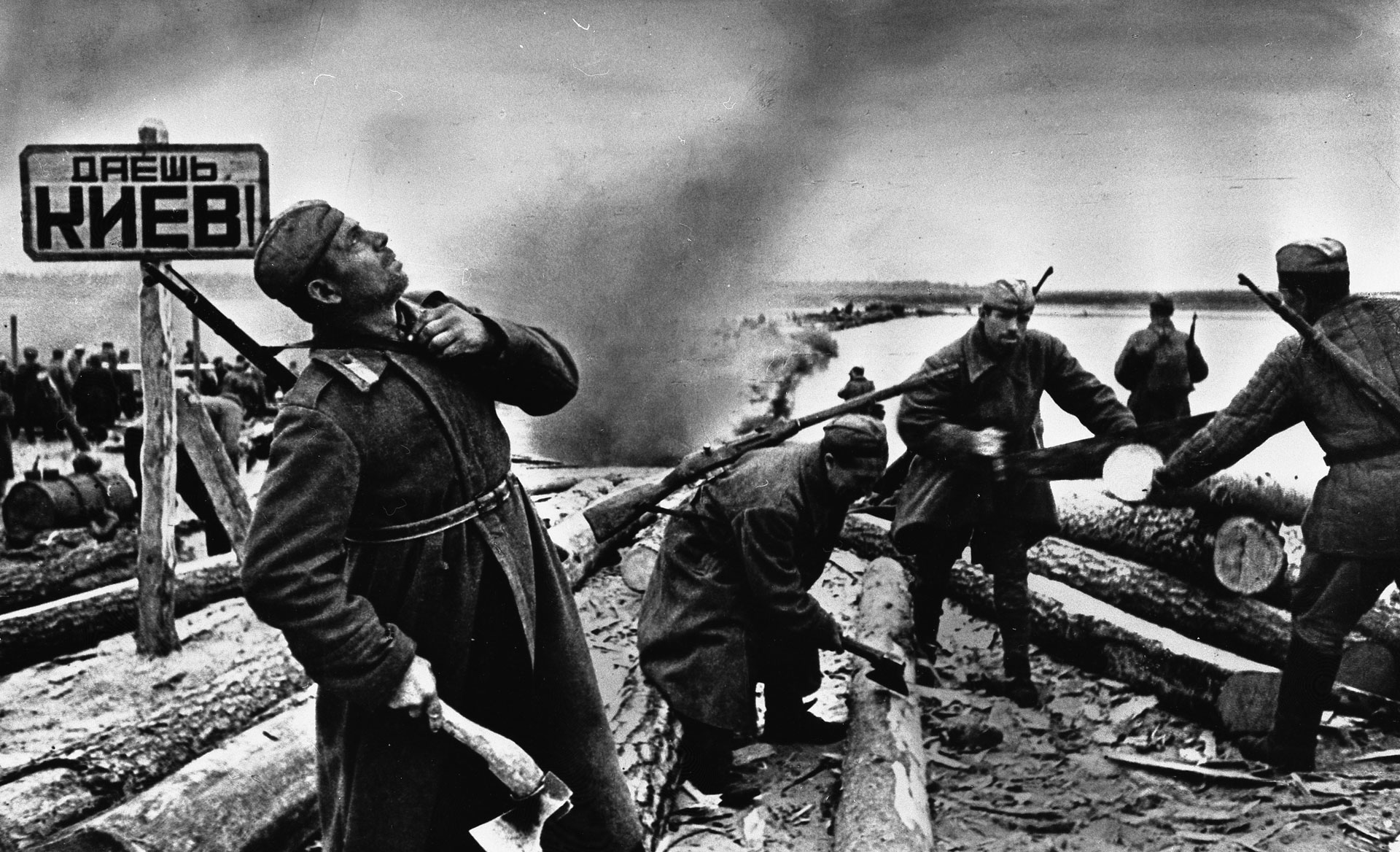
Soldados soviéticos preparándose para cruzar el Río Dniéper. La inscripción en el cartel dice «¡Toma Kiev!».

En el verano de 1943, el 61.º Ejército de Belov participó en la Operación Kutúzov (julio-agosto de 1943) un ataque contra el flanco norte de la penetración alemana durante la Batalla de Kursk, esta operación permitió liberar las ciudades de Orel y Briansk. Posteriormente, tuvo un papel especialmente destacado en la batalla del Dnieper, del 26 de septiembre al 1 de octubre de 1943, cuando formaciones y unidades del ejército cruzaron el Dniéper cerca del pueblo de Liubech y tomaron una cabeza de puente en la orilla derecha. Por el exitoso cruce del Dnieper, Belov recibió el título de Héroe de la Unión Soviética.

#### Final de la guerra
Posteriormente, las tropas del ejército participaron en las operaciones ofensivas de Gomel-Rechitsa (10 al 30 de noviembre de 1943) que permitió liberar la ciudad de Gómel, en la ofensiva de Kalinkovichi-Mozyr (8 al 30 de enero de 1944), en la operación Bagration (junio-agosto de 1944), integrado en el Primer Frente Bielorruso del general del ejército Konstantín Rokossovski, también intervino en la ofensiva de Riga (septiembre-octubre de 1944) integrado en el Tercer Frente Báltico del coronel general Iván Máslennikov, como resultado de esta operación, las tropas soviéticas liberaron casi por completo el territorio de Letonia de las tropas alemanas, y además los restos del Grupo de Ejércitos Norte quedaron cercados en la bolsa de Curlandia, donde permanecerían aislados hasta el final de la guerra, posteriormente, el 61.º Ejército participó en la ofensiva del Vístula-Óder (enero-febrero de 1945) que expulso definitivamente a las tropas alemanas de Polonia, la ofensiva de Pomerania Oriental (febrero-abril de 1945) y finalmente en la batalla de Berlín (abril-mayo de 1945), donde los últimos restos de la Wehrmacht fueron aniquilados.

### Posguerra
En julio de 1945, fue nombrado comandante del Distrito militar del Don, desde junio de 1946 hasta abril de 1948, comandante del Distrito Militar del Cáucaso Norte, en 1949 se graduó en los cursos académicos superiores de la Academia Militar del Estado Mayor de las Fuerzas Armadas de la URSS, después de graduarse ejerció como comandante del Distrito Militar de Ural del sur. Hasta junio de 1955, que ejerció como Presidente del Comité Central de DOSAAF, «Sociedad Voluntaria de Ayuda al Ejército, Fuerza Aérea y Marina» (ruso: ДОСААФ, Добровольное Общество Содействия Армии, Авиации и Флоту) la organización deportiva paramilitar de la Unión Soviética, hasta el 30 de septiembre de 1960 que se retiró.
Además de su carrera militar también fue diputado de las II y V convocatorias del Sóviet Supremo de la Unión Soviética (1946-1950 y 1958–1962).
Pável Alekseyevich Belov falleció en Moscú, el 3 de diciembre de 1960 y fue enterrado con honores militares en el Cementerio Novodévichi (sección 8), donde se erigió una lápida en su honor.

## Rangos militares

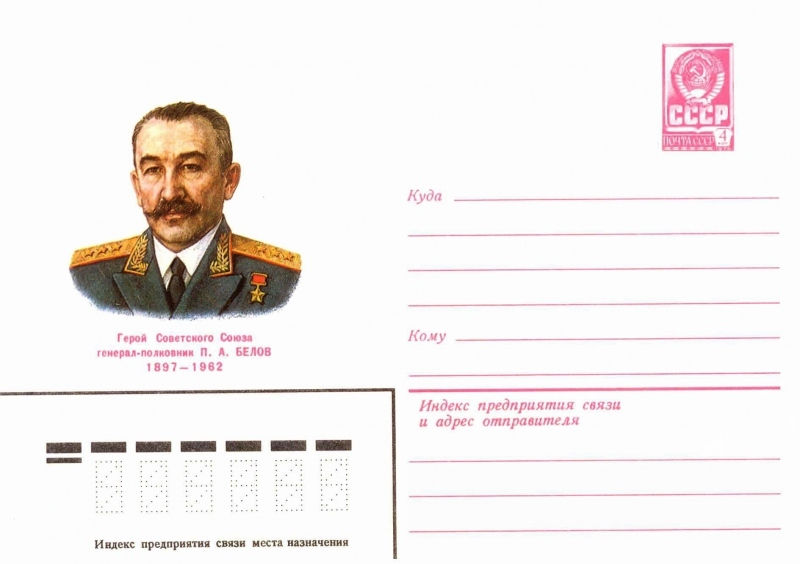
Sobre postal soviético de 1980 en honor de Pável Belov

- Kombrig (26 de noviembre de 1935);
- Komdiv (4 de noviembre de 1939);
- Mayor general (4 de junio de 1940)
- Teniente general (2 de enero de 1942)
- Coronel general (26 de julio de 1944)[10]

## Condecoraciones
A lo largo de su vida militar Pável Belov recibió las siguientes condecoraciones
Unión Soviética
- Héroe de la Unión Soviética (15 de enero de 1944)
- Orden de Lenin cinco veces (6 de noviembre de 1941, 2 de enero de 1942, 15 de enero de 1944, 21 de febrero de 1945, 28 de febrero de 1957)
- Orden de la Bandera Roja, tres veces (12 de noviembre de 1941, 3 de noviembre de 1944, 20 de junio de 1949)
- Orden de Suvórov de 1.er grado, tres veces (23 de agosto de 1944, 6 de abril de 1945, 29 de mayo de 1945)
- Orden de Kutúzov de 1.er grado (27 de agosto de 1943)
- Medalla al partisano de la Guerra Patria de 1.er grado (9 de julio de 1943)
- Medalla por la Defensa de Moscú
- Medalla por la Conquista de Berlín
- Medalla por la Liberación de Varsovia
- Medalla por la Victoria sobre Alemania en la Gran Guerra Patria 1941-1945
- Medalla por el Trabajo Valiente en la Gran Guerra Patria 1941-1945
- Medalla del 20.º Aniversario del Ejército Rojo de Obreros y Campesinos
- Medalla del 30.º Aniversario de las Fuerzas Armadas de la URSS
- Medalla del 40.º Aniversario de las Fuerzas Armadas de la URSS

Otros países
- Orden de la Bandera Roja (Mongolia)
- Cruz de Caballero de la Orden Virtuti Militari (Polonia)
- Orden de la Cruz de Grunwald de 1.er grado (Polonia)
- Medalla por Varsovia 1939-1945 (Polonia)
- Medalla por el Oder, Neisse y el Báltico (Polonia)

## Ensayos
Pável Alekseyevich Belov escribió, en 1963, sus memorias sobre su participación en la Segunda Guerra Mundial.
- Belov. Pável A. (1963). Moscú está detrás de nosotros. - Moscú: Publicaciones Militares.-- 336 p. - (Memorias militares). - Circulación 100.000 copias. / Registro literario de V. D. Uspensky.
- Belov. Pável A (1962). Lucha de cinco meses detrás de las líneas enemigas. // Revista de Historia Militar. - No. 8. - P.55-75.